# A Fascinating Bachelor
A Fascinating Bachelor è un cortometraggio muto del 1911 diretto da Harry Solter.

## Produzione
Il film fu prodotto da Siegmund Lubin per la Lubin Manufacturing Company.

## Distribuzione
Distribuito dalla General Film Company, il film - un cortometraggio di 305 metri - uscì nelle sale cinematografiche statunitensi il 1º maggio 1911.